# Wisner (Nebraska)
Wisner é uma cidade localizada no estado americano de Nebraska, no Condado de Cuming.

## Demografia
Segundo o censo americano de 2000, a sua população era de 1270 habitantes.
Em 2006, foi estimada uma população de 1197, um decréscimo de 73 (-5.7%).

## Geografia
De acordo com o United States Census Bureau, a localidade tem uma área de 2,8 km², dos quais 2,7 km² cobertos por terra e 0,1 km² cobertos por água. Wisner localiza-se a aproximadamente 423 m acima do nível do mar.

## Localidades na vizinhança
O diagrama seguinte representa as localidades num raio de 28 km ao redor de Wisner.